# Serra Gaúcha

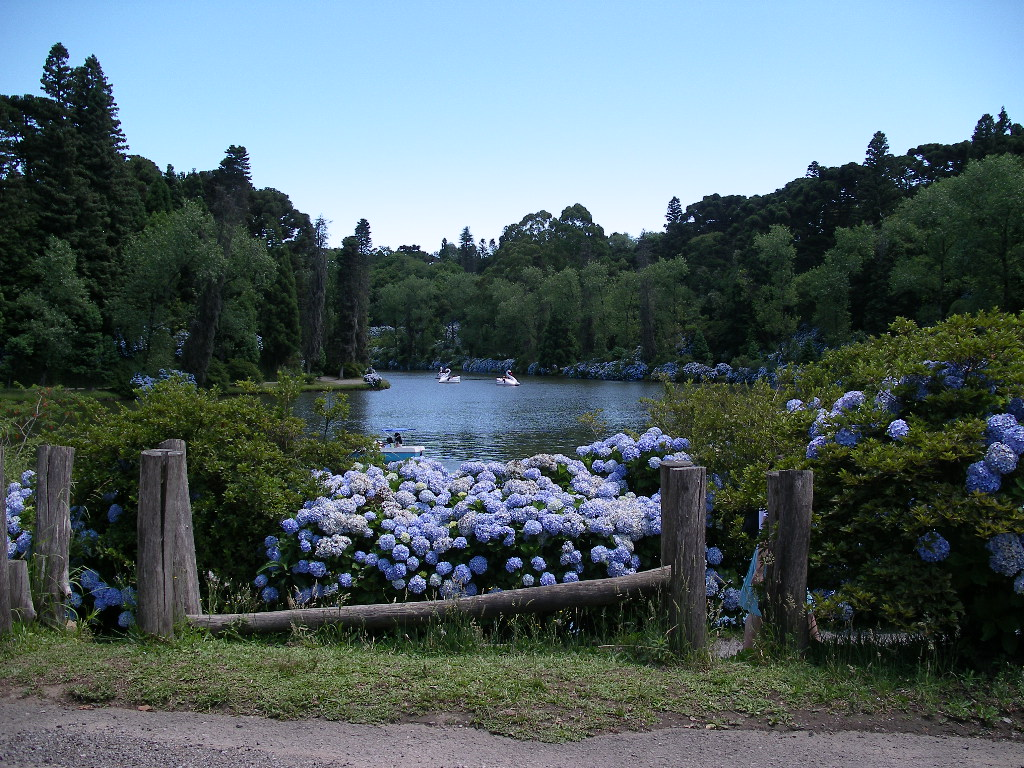
Jezioro w Gramado

Serra Gaúcha – łańcuch górski oraz region w Brazylii, leżący na północ od Porto Alegre. Zamieszkany głównie przez potomków niemieckich i włoskich emigrantów. Region stanowi centrum produkcji brazylijskich win. W regionie znajduje się Park Narodowy Aparados da Serra.
Wielu Brazylijczyków twierdzi, że region jest "niebrazylijski" ze względu na duże wpływy Starego Świata.

## Historia
Region popularny wśród europejskich emigrantów w ciągu całego XIX wieku. Pierwsi niemieccy osadnicy zaczęli przybywać w 1824 roku, zaś włoscy w 1875. Niemcy wybierali nizinne tereny, bliskie źródeł, z kolei Włosi zasiedlali górzyste tereny, przypominające im rodzinne strony. Większość z nich pochodziła z Wenecji Euganejskiej i Trydentu. Pod koniec XIX wieku Włosi rozwinęli tu uprawy winorośli z macierzystych odmian, jak np. bonarda, barbera, trebbiano czy muscat oraz produkcję wina, a niektóre wytwórnie szczycą się tradycją sięgającą tego okresu.
Miasta niemieckich osadników składają się z wielu małych budynków, zbudowanych w typowej niemieckiej architekturze. W rezultacie osady wyglądały jak wioski czy miasteczka. Wielu Brazylijczyków w tym regionie mówi jeszcze po niemiecku, głównie dialektem Riograndenser Hunsrückisch.
W tych okolicach włoska kultura jest ciągle obecna, mieszkańcy mówią po włosku, a w szczególności dialektem Talian. Wpływy włoskie można również dostrzec w lokalnej kuchni, np. polenta.

## Główne miasta regionu
- Bento Gonçalves
- Canela
- Caxias do Sul
- Flores da Cunha
- Nova Petrópolis
- Gramado
- Vacaria
- Nova Prata
- Veranopolis